# Rio Mackenzie
O Rio Mackenzie é um curso de água do Canadá.
Descoberto em 1789 pelo explorador britânico Alexander Mackenzie, o rio Mackenzie tem a maior bacia hidrográfica do Canadá, só superada na América do Norte pelo sistema Mississippi-Missouri. A fria região que atravessa, de baixa densidade demográfica, exibe fauna rica e belas paisagens naturais.
O rio Mackenzie nasce no centro-leste da Colúmbia Britânica, no Canadá, com o nome de Finlay e forma uma bacia de 1.805.200km2. Sua extensão é de 4.241km se incluídos os rios Finlay e Peace, mas o Mackenzie propriamente dito, que toma esse nome a partir do Grande Lago do Escravo, se estende por 1.650km. A largura varia de um mínimo de 1,5km até 5km nos trechos com ilhas.
Depois do Grande Lago do Escravo, o Mackenzie recebe à direita rios procedentes do escudo canadense e à esquerda os que descem das montanhas Rochosas. O Grande Lago do Urso e o Atabasca também pertencem ao sistema do rio, que forma um delta ao desembocar no mar de Beaufort, no oceano Glacial Ártico.
Os recursos econômicos do Mackenzie são pouco acessíveis e somente no fim da década de 1960 seu potencial hidrelétrico passou a ser aproveitado, com a construção da hidrelétrica do rio Peace. A pesca é abundante nos lagos, e a exploração agrícola e florestal é praticada no sul. A extração petrolífera, centrada em Norman Wells, no delta e no rio Atabasca, é dificultada pelo rigoroso inverno, com temperaturas de até -50o C.